# زندگی خودم است (ترانه بون جووی)
«زندگی خودم است» (به انگلیسی: It's My Life) یک تک‌آهنگ از بون جووی است که در سال ۲۰۰۰ میلادی منتشر شد.
این تک‌آهنگ در چارت‌های ایتالیا، سوئیس، اتریش، فلاندرز، در رتبه اول و در چارت‌های استرالیا، والونیا، بریتانیا، فنلاند، سوئد، ایرلند، نروژ جزو ده ترانه اول قرار گرفت.